# Herosi (serial telewizyjny)

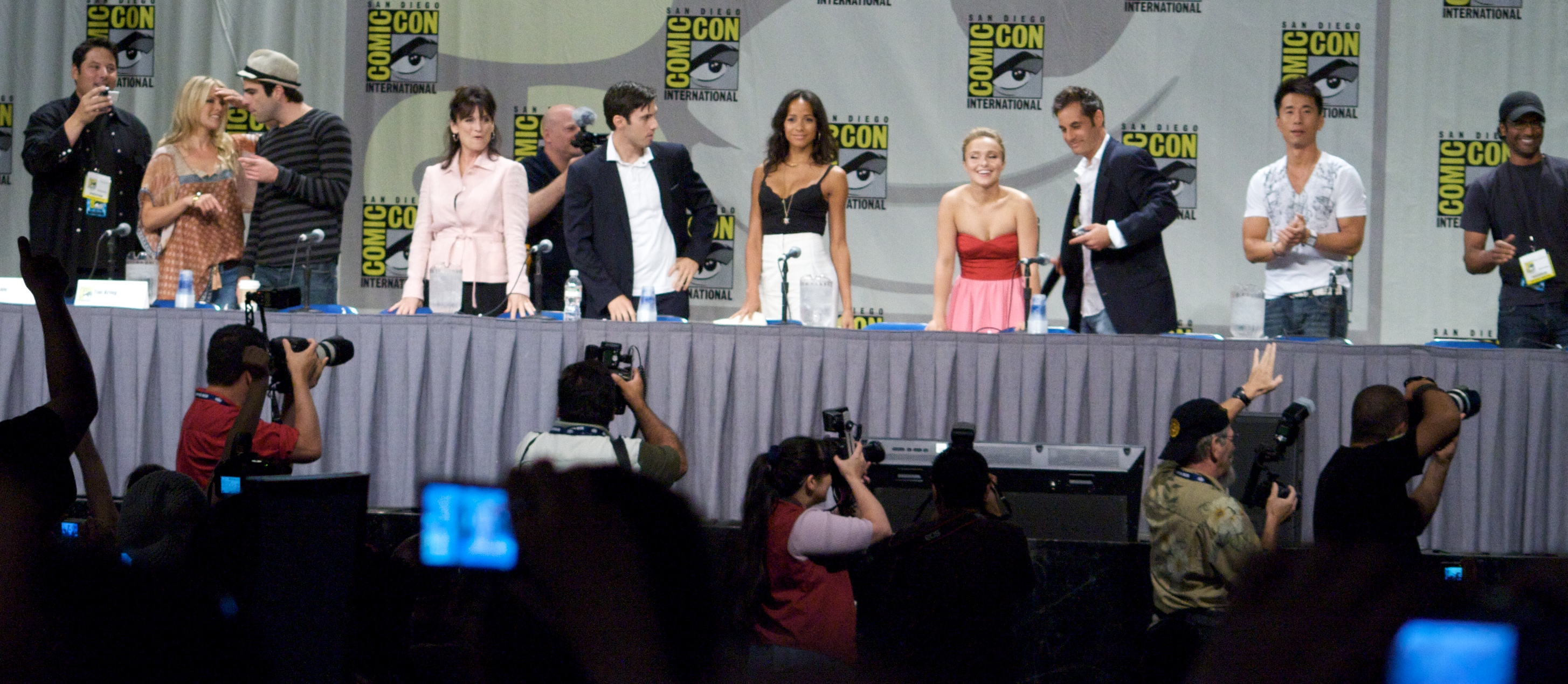
Aktorzy występujący w serialu, ComicCon 2008

Herosi (ang. Heroes) – amerykański serial fantastyczno-naukowy stworzony przez Tima Kringa. Premiera serialu odbyła się 25 września 2006 roku na antenie stacji NBC. Serial opowiada historię ludzi, którzy odkrywają w sobie niesamowite zdolności, jak telepatia, umiejętność podróżowania w czasie czy latania.
Gdy serial zadebiutował w Stanach Zjednoczonych był najchętniej oglądanym programem telewizyjnym, przyciągając 14,3 miliona widzów, zdobywając tym samym największą widownię przy odcinku premierowym w stacji NBC od pięciu lat. 6 października 2006 roku dyrektor NBC Entertainment Kevin Reilly ogłosił, że serial Herosi zostanie nadany w całości. 17 stycznia 2007 Reilly ogłosił, że zostanie wyemitowany również drugi sezon serialu Herosi, którego premiera miała miejsce 24 września 2007 roku. Planowano stworzenie spin-offu serii, Heroes: Origins, który miał zawierać sześć odcinków, jednak projekt zawieszono z powodu strajku scenarzystów w Hollywood. Ostatni odcinek Herosów wyemitowano 8 lutego 2010. Telewizja NBC zdecydowała o zakończeniu produkcji serialu z powodu niskiej oglądalności czwartego sezonu.
W Polsce serial emitowany był na kanale Fox Polska oraz TVP1.
23 lutego 2014 roku stacja NBC zamówiła limitowana serię Heroes Reborn. W Polsce seria ta jest dostępna w kolekcji VOD seriale+ platformy cyfrowej nc+.

## Główna obsada
| Aktor/ka           | Postać          | Sezon        | Sezon        | Sezon        | Sezon     | Sezon        |
| Aktor/ka           | Postać          | 1            | 2            | 3            | 4         | Odrodzenie   |
| ------------------ | --------------- | ------------ | ------------ | ------------ | --------- | ------------ |
| Jack Coleman       | Noah Bennet     | Główna       | Główna       | Główna       | Główna    | Główna       |
| Noah Gray-Cabey    | Micah Sanders   | Główna       | Główna       | Drugoplanowa |           | Gościnnie    |
| Greg Grunberg      | Matt Parkman    | Główna       | Główna       | Główna       | Główna    | Drugoplanowa |
| Masi Oka           | Hiro Nakamura   | Główna       | Główna       | Główna       | Główna    | Drugoplanowa |
| Sendhil Ramamurthy | Mohinder Suresh | Główna       | Główna       | Główna       | Główna    | Gościnnie    |
| Cristine Rose      | Angela Petrelli | Drugoplanowa | Drugoplanowa | Główna       | Główna    | Gościnnie    |
| Hayden Panettiere  | Claire Bennet   | Główna       | Główna       | Główna       | Główna    |              |
| Milo Ventimiglia   | Peter Petrelli  | Główna       | Główna       | Główna       | Główna    |              |
| Adrian Pasdar      | Nathan Petrelli | Główna       | Główna       | Główna       | Główna    |              |
| Ali Larter         | Niki Sanders    | Główna       | Główna       | Gościnnie    |           |              |
| Santiago Cabrera   | Isaac Mendez    | Główna       |              |              | Gościnnie |              |
| Tawny Cypress      | Simone Deveaux  | Główna       |              |              |           |              |
| Leonard Roberts    | D.L. Hawkins    | Główna       | Gościnnie    |              |           |              |
| James Kyson Lee    | Ando Masahashi  | Drugoplanowa | Główna       | Główna       | Główna    |              |
| Zachary Quinto     | Sylar           | Drugoplanowa | Główna       |              |           |              |
| David Anders       | Adam Monroe     |              | Główna       | Gościnnie    | Gościnnie |              |
| Kristen Bell       | Elle Bishop     |              | Główna       | Gościnnie    | Gościnnie |              |
| Dania Ramirez      | Maya Herrera    |              | Główna       | Główna       |           |              |
| Dana Davis         | Monica Dawson   |              | Główna       |              |           |              |
| Ali Larter         | Tracy Strauss   |              |              | Główna       | Główna    |              |
| Robert Knepper     | Samuel Sullivan |              |              |              | Główna    |              |

- Jack Coleman jako Noah Bennet, przybrany ojciec Claire, którego znakiem rozpoznawczym są rogowe okulary. Nie posiada żadnych nadludzkich zdolności. Jest jednym z pracowników Firmy.
- Noah Gray-Cabey jako Micah Sanders, niezwykle zaradny, 10-letni syn Nikki i D.L.'a. Mieszka razem z matką w Nevadzie. Jego mocą jest oddziaływanie na przedmioty elektryczne.
- Greg Grunberg jako Matt Parkman, policjant z aspiracjami na detektywa mieszkający w Los Angeles. Jego zdolnością jest telepatia. Ma żonę Janice, z którą ma trudną relację.
- Masi Oka jako Hiro Nakamura, Japończyk z Tokio, pracujący jako programista w firmie swego ojca. Hiro ma za zadanie w przyszłości odziedziczyć rodzinną firmę, lecz wierzy, że ma inną misję do wykonania. Jego mocą jest teleportacja i manipulacja czasem, a jego najlepszym przyjacielem jest Ando Masahashi. Jest synem jednego z założycieli Firmy.
- Sendhil Ramamurthy jako Mohinder Suresh, genetyk, syn zabitego przez Sylara Chandry Suresha. Nie umie się pogodzić z jego śmiercią, szuka więc odpowiedzi na pytania postawione przez ojca, w które jednak zawsze powątpiewał. Jego krew jest antidotum na wirus o nazwie Shanti.
- Cristine Rose jako Angela Petrelli, żona Arthura, matka Nathana i Petera oraz biologiczna babcia Claire Bennet. Ma zdolność prekognicji przez prorocze sny, co jednak nie zostaje ujawnione aż do trzeciego sezonu. Angela jest jednym z dwunastu założycieli Firmy.
- Hayden Panettiere jako Claire Bennet, szesnastoletnia cheerleaderka z liceum Union Wells mieszkająca w Odessie, w Teksasie. Jej mocą jest samoregeneracja tkanek. Jest adoptowaną córką Sandry i Noah Bennet, ma także brata Lyle'a, choć jej biologicznymi rodzicami są Meredith Gordon i Nathan Petrelli.
- Milo Ventimiglia jako Peter Petrelli, pielęgniarz z Nowego Jorku, którego dręczą sny, w których lata. Jego zdolnością jest naśladowanie zdolności innych. Jest człowiekiem wrażliwym i troskliwym, wierzy, że jest stworzony do wielkich rzeczy. Nie bacząc na niebezpieczeństwo gotów jest wypełnić swoje przeznaczenie, od czego często odwodzi go racjonalny brat Nathan. Jest synem Angeli i Arthura Petrellich oraz wujkiem Claire Bennet.
- Adrian Pasdar jako Nathan Petrelli, kandydujący do kongresu brat Petera. W przeciwieństwie do brata cechuje go racjonalizm, który nakazuje mu odrzucać nadnaturalne zdolności. Potrafi latać. Jest żonaty z Heidi, z którą ma dwóch synów: Simona i Monty’ego. Jego nieślubną córką jest Claire Bennet, której matką jest Meredith Gordon.
- Ali Larter jako Nikki Sanders, 33-latka pochodząca z Las Vegas w Nevadzie. Ma podwójną osobowość (alter ego Jessicę) oraz nadludzką siłę. Jest żoną D.L. Hawkinsa i matką Micah.
- Santiago Cabrera jako Isaac Mendez, malarz z Nowego Jorku. Jego zdolnością jest prekognicja – potrafi (początkowo tylko w narkotycznym transie) malować przyszłość. Jest autorem komiksu 9th Wonders!, który opowiada o innych bohaterach pojawiających się w serialu.
- Tawny Cypress jako Simone Deveaux, początkowo dziewczyna Isaaka. Prowadzi galerię, w której sprzedaje jego obrazy. W niedługim czasie rzuca go z powodu jego uzależnienia.
- Leonard Roberts jako D. L. Hawkins, mąż Nikki Sanders i ojciec Micah. Zbiegły więzień, który jednak nie popełnił zbrodni za którą trafił do więzienia. Potrafi przenikać przez przedmioty, zarówno organiczne jak i nieorganiczne.
- James Kyson Lee jako Ando Masahashi, programista w firmie Yamagato Industries, przyjaciel i towarzysz Hiro Nakamury, któremu pomaga ratować świat. Nie posiada wyjątkowych zdolności.
- Zachary Quinto jako Sylar, który naprawdę nazywa się Gabriel Gray. Posiada nieodpartą żądzę zdobywania wiedzy o działaniu osób posiadających moc. Rozcina głowę osoby, która go zaciekawiła, by sprawdzić w jaki sposób pracuje i tym samym posiąść nowe umiejętności.
- David Anders jako Adam Monroe, ma tak dobrze rozwinięte zdolności regeneracji, że uczyniły go one nieśmiertelnym. Fundator Firmy.
- Kristen Bell jako Elle Bishop, 24-latka pochodząca z Toledo w Ohio. Potrafi tworzyć, kontrolować i absorbować pole elektryczne. Jest agentką Firmy i córką Boba Bishopa, obecnego jej dyrektora.
- Dania Ramírez jako Maya Herrera, młoda dziewczyna poszukiwana za masowe morderstwo, które popełniła niechcący - nie potrafi panować nad swoją zdolnością, która w chwilach strachu zabija wszystkich w pobliżu. Razem z bratem Alejandro próbuje przedostać się do USA, gdzie chce spotkać się z doktorem Chandrą Sureshem, by pomógł jej zrozumieć jej zdolności.
- Dana Davis jako Monica Dawson, siostrzenica D. L.'a i starsza kuzynka Micah mieszkająca w Nowym Orleanie w stanie Luizjana. Jej zdolnością jest adaptacyjna pamięć mięśniowa – potrafi zapamiętać i wykorzystać każdą akcję fizyczną, którą wcześniej zobaczyła, na przykład w telewizji. Pracuje w restauracji.
- Ali Larter jako Tracy Strauss, bliźniacza siostra Nikki Sanders. Utrzymuje bliższe stosunki z Nathanem Petrellim, który uratował jej życie. Jej zdolnością jest zamrażanie.
- Robert Knepper jako Samuel Sullivan

## Spis odcinków

### Część Pierwsza: Genesis
Premierowy odcinek wyemitowany przez amerykańską stację NBC 23 września 2006. Historia oparta jest na zasadzie komiksu. Istnieje tu główny wątek (ocalenie świata). W każdym odcinku pojawiają się wątki poboczne, które najczęściej są w nim rozwiązywane.
Każdy odcinek daje nam odpowiedzi na kilka pytań i przesuwa akcję równocześnie stawiając kolejne pytania.
W pierwszej serii głównym zadaniem bohaterów jest powstrzymanie olbrzymiej eksplozji, którą zobaczył Hiro, przenosząc się w czasie około dwóch miesięcy od punktu wyjściowego dla akcji serialu.
W czterech początkowych odcinkach akcja skupia się wokół bohaterów, którzy dopiero zaczynają odkrywać swoje zdolności i pogodzić je ze swoim codziennym życiem.
W ostatnich scenach czwartego odcinka, zaczyna kształtować się wątek główny serialu. W trakcie podróży metrem, Peter Petrelli otrzymuje wiadomość od Hiro z przyszłości: „Ocal cheerleaderkę, ocalisz świat” (Save the cheerleader, save the world). Wiadomość odnosi się do przewidzianej przez Isaaca eksplozji w Nowym Jorku. Również wtedy główni bohaterowie zaczynają sobie uświadamiać, że nie są sami, że istnieją także inni.
W dalszych odcinkach fabuła skupia się wokół pytania jaką rolę odegrają poszczególni bohaterowie w powstrzymaniu katastrofy.
W Polsce sezon pierwszy emitowany był przez TVP1.

### Część Druga: Pokolenia
Premierowy odcinek wyemitowany 24 września 2007. Kolejne od 1 października do 3 grudnia 2007. Sezon ten liczy tylko 11 odcinków (produkcja została wstrzymana ze względu na strajk scenarzystów).
Akcja serialu rozpoczyna się 4 miesiące po wydarzeniach na „Kirby Plaza” (zakończenie odcinka „Jak powstrzymać człowieka- bombę?). Nazwa tytułowa „Pokolenie” dotyczy Firmy i prowadzonych przez nią badań nad wirusem Shanti. Zarażeni są m.in. Haitańczyk, Nikki Sanders i Sylar. Mohinder Suresh zaczyna współpracować z Firmą. Ando Masahashi stara się dowiedzieć, co stało się z Hiro, który tymczasem przeniósł się w odległą przeszłość do Japonii, gdzie tam spotkał bohatera ze swojego dzieciństwa.
Pojawiają się także nowi bohaterowie. Maya i Alejandro usiłują nielegalnie dostać się do USA. Mają nadzieję, że tam znajdą lekarstwo na „chorobę” Mayi. Dziewczyna posiada zdolność zabicia wszystkich ludzi znajdujących się w pobliżu, z wyjątkiem jej brata. Ten jest w stanie powstrzymać siostrę i przywrócić do życia jej ofiary. W trakcie swojej podróży spotykają Sylara, który stracił swoje moce.
Claire i jej rodzina przeprowadzają się do południowej Kalifornii, aby zacząć nowe życie. W szkole dziewczyna poznaje chłopaka, Westa, który potrafi latać. Z czasem dochodzi do bliższej znajomości. Monica Dawson odkrywa swoje zdolności z pomocą kuzyna Micah.
W Polsce w TVP1 premiera odbyła się 5 stycznia 2011.

### Część Trzecia: Złoczyńcy
Sezon trzeci rozpoczął się 22 września 2008.
W trzeciej części pojawia się wiele nowych postaci ze zdolnościami, w tym najpotężniejszy dotychczas łotr Arthur Petrelli. „Łotrem” jest też między innymi Daphne Millbrook - „superszybkie bieganie”.

### Część Czwarta: Uciekinierzy
W części czwartej Nathan Petrelli we współpracy z rządem chce zebrać wszystkich ludzi ze zdolnościami do jednego „obozu”.
Jednak cały projekt wymyka się spod jego kontroli.
Znowu pojawia się wątek wszechpotężnego Gabriela Greya potocznie zwanego Sylar, który dzięki współpracy z agentem posiądzie zdolność zmiennokształtności.

### Część Piąta: Odkupienie
Pierwsze dwa odcinki miały premierę 22 września 2009 roku. 
Samuel Sullivan (Robert Knepper) skupia wokół siebie innych takich jak on, ludzi ze zdolnościami. Razem jako rodzina wędrują, żyjąc jak cyrkowcy i zbierając nowych członków. Grupa ta nie wie jednak, że Samuel bez nich pozbawiony jest swych mocy (kontroluje ziemię i skały), które chce wykorzystać do zagłady zwykłych ludzi nie posiadających mocy.
Sylar powoli ulega wewnętrznej przemianie. Walczy ze swą przeszłością, by w końcu, ze złoczyńcy stać się bohaterem.

### Heroes Reborn
Premiera Heroes Reborn odbyła się 24 września 2015 roku na NBC.